# Phthersigena unicornis unicornis
Phthersigena unicornis unicornis es una subespecie de mantis de la familia Amorphoscelidae.

## Distribución geográfica
Se encuentra en Australia.